# Geria delunaris
Geria delunaris är en fjärilsart som beskrevs av Achille Guenée 1852. Geria delunaris ingår i släktet Geria och familjen nattflyn. Inga underarter finns listade i Catalogue of Life.